# Phaedrotes catalina
Phaedrotes catalina är en fjärilsart som beskrevs av Tryon Reakirt 1866. Phaedrotes catalina ingår i släktet Phaedrotes och familjen juvelvingar. Inga underarter finns listade i Catalogue of Life.